# Tanith Lee
Tanith Lee (Londres, 19 de septiembre de 1947 – 24 de mayo de 2015) fue una escritora británica de fantasía, ciencia ficción y horror.
Lee publicó su primer relato, Eustace, en 1968. Tras publicar un par de libros infantiles, su carrera como escritora despegó a raíz de la publicación de su primera novela para adultos, The Birthgrave, en 1975, que fue un éxito de ventas y fue nominada al premio Nébula. A partir de entonces se dedicó completamente a la escritura y su carrera ha sido prolífica, siendo autora de más de 70 novelas para jóvenes y adultos, y de más de 250 relatos cortos, aunque muy poca parte de su obra ha sido traducida al español.
Obtuvo dos veces el premio World Fantasy al mejor relato corto, por The Gorgon (1983) y Elle Est Trois (La Mort) (1984), así como el premio British Fantasy por la novela Death's Master (1980). Las ediciones españolas de Volkhavaar y El señor de la noche ganaron el premio Gigamesh a la mejor novela de fantasía en 1986 y 1987 respectivamente.

## Obras traducidas al español

### Novelas
- Volkhavaar (1977)
- El señor de la noche (1978). Edición, 2022. Duermevela Editorial (ISBN 978-84-125725-2-0)
- Hijos de lobos (1981)
- Días de hierba (1985)
- Mujeres: ángeles o demonios (1989) (colección de relatos cortos)
- El unicornio negro (1991)
- Pirática (2004)
- Pirática II: el regreso a la isla del loro (2006)

### Relatos cortos
- Eustace (1968)
- La tregua (1976)
- La mujer demonio (1976)
- El tigre durmiente (1978)
- Blanca como el invierno (también publicado como Blancura de invierno) (1978)
- El deshielo (también publicado como El descongelamiento) (1979)
- Rojo como la sangre (también publicado como Roja como la sangre) (1979)
- Deux Amours D'Une Sorcière (1979)
- Ajedrez en el norte (1979)
- Cyrion en bronce (1980)
- El relato del escudero (1980)
- Eres mi sol (1980)
- Una habitación con vista (1980)
- Gemelos (1981)
- Ilusión y magia (1982)
- Escrito con agua (1982)
- Elle Est Trois, (La Mort) (1983)
- La Reine Blanche (1983)
- Nunc Dimittis (1983)
- Tigre de ardiente brillo (1984)
- Aquel que fuimos (1984)
- Draco, Draco (1984)
- Tres días (1984)
- El amor se altera (1985)
- En oro (1986)
- El guante no correspondido (1988)
- El árbol Janfia (1989)
- El rubor de Lancaster (1989)
- Tierra conocida (1989)